# Bodo Fründt
Bodo Fründt (Ludwigslust, 16 de setembre de 1945  - † Munic, 2 de desembre de 2014) va ser un periodista, crític de cinema i autor alemany.
Fründt anà a una escola secundària a Bad Salzuflen, després Düsseldorf i Colònia (Alemanya) i va començar la seva carrera com a periodista al Kölner Stadt-Anzeiger. De 1978 a 1982 va treballar com a editor de cinema a Stern. Com a autònom, va treballar, entre d'altres, per a Die Zeit, Welt am Sonntag i Süddeutsche Zeitung. Com a autor, també va escriure llibres sobre Alfred Hitchcock i el cinema alemany al Festival Internacional de Cinema de Canes i va traduir llibres de cinema.
De 1983 a 1993, Fründt va dirigir la productora de cinema Nord-Süd-Film amb Rolf Thissen. Tots dos estaven filmant documentalS per a ZDF, BR, WDR i NDR, incloent-hi llargmetratges sobre Francis Ford Coppola i Martin Scorsese.
Un altre camp d'activitat de Fründt van ser els festivals de cinema com la Berlinale i el Hofer Filmtage. Al Festival de Cinema de Munic s'encarregava de la premsa i del treball editorial i, com a redactor en cap, era responsable del catàleg del festival de cinema, així com de totes les altres publicacions del festival de cinema i del Festival Internacional de les Escoles de Cinema de Múnic. Va ensenyar com a professor a la Universitat de Televisió i Cinema de Múnic.

## Escrits
- amb Yegor Anashkin i Stefan Arsenijevic (Hg.): 25 Jahre Internationales Festival der Filmhochschulen München. Festschrift. Internationales Festival der Filmhochschulen. München 2005.
- amb Hans-Christoph Blumenberg (Hg.): Warten bis es dunkel wird. 7 Jahre „Film im Bild“ aus d. Kölner Stadt-Anzeiger von 1968 bis 1974. Edition Achteinhalb, Ebersberg 1983.
- (coautor): Francis Ford Coppola. Haner, München 1985.
- Alfred Hitchcock und seine Filme. Heyne, 4. Aufl., München 1992.
- amb Bernd Lepel: Träume unter goldenen Palmen. Der deutsche Film auf dem Internat. Filmfestival in Cannes = Dreams beneath the golden palms. Ed. Achteinhalb, Ebersberg 1987.